# Jonna Dwinger
Jonna Dwinger (15. september 1924 i Skive – 25. december 2012) var en dansk journalist og madanmelder.
Hun var datter af landsretssagfører Hugo Dwinger (død 1957) og hustru, sekretær Ida født Bech (død 1981). Jonna Dwinger blev student fra Viborg Katedralskole 1943, og i 1945 kom hun i praktik på Vestlollands Avis. I 1946 blev hun ansat på Politiken og var tilknyttet avisens Londonredaktion 1951-60. Hendes specialer var reportager fra auktioner og madanmeldelser. Da hun fyldte 70 år i 1994, gik hun på pension, men fortsatte som freelancemedarbejder frem til 2003.
1982 udgav hun sammen med Ebbe Mørk bogen Vores sommerkøkken.

## Hæder
- 1967: Danidas U-landslegat
- 1982: Rejse til Japan for at studere kunsthåndværk
- 18. november 1992: Ridder af Dannebrog
- 1988: Legat fra Danmarks Nationalbanks Jubilæumsfond af 1968 til studierejse til Indien
- 1988 og 2003: Legat fra Ole Haslunds Kunstnerfond